# وو می هوا
وو می هوا (کره‌ای: 우미화؛ زادهٔ ۲ فوریه ۱۹۷۲) بازیگر اهل کره جنوبی است. او حرفهٔ بازیگری خود را در تئاتر آغاز کرد و سپس نقش‌های مکمل در مجموعه‌های تلویزیونی و فیلم‌ها ایفا کرد. او در سال ۱۹۹۸ نخستین بازی خود را در نقش پترا در تئاتر اقتباسی کره‌ای دشمن مردم انجام داد.

## فیلم‌شناسی

### فیلم
| سال  | عنوان                | عنوان       | نقش         | منابع       |
| سال  | عنوان فارسی          | عنوان اصلی  | نقش         | منابع       |
| ---- | -------------------- | ----------- | ----------- | ----------- |
| ۲۰۲۲ | تعلام وضعیت اضطراری  | 비상선언    | هه یون      | [ ۴ ]       |
| ۲۰۲۰ | من رو ببر خونه (Ivy) | 담쟁        | جونگ اون سو | [ ۵ ] [ ۶ ] |
| ۲۰۲۰ | کاندید راستگو        | 정직한 후보 | مادر سول گی |             |
| ۲۰۱۹ | مجرم                 | 진범        | دایون اونی  |             |
| ۲۰۱۸ | هفت سال شب           | ۷년의 밤    | هیون سو مو  | [ ۱ ]       |

### مجموعه تلویزیونی
| سال       | عنوان                                        | عنوان                            | نقش                             | توضیحات                        | منابع |
| سال       | عنوان فارسی                                  | عنوان اصلی                       | نقش                             | توضیحات                        | منابع |
| --------- | -------------------------------------------- | -------------------------------- | ------------------------------- | ------------------------------ | ----- |
| ۲۰۱۵      | شایعه شنیده شده                              | 풍문으로 들었소                  | خیاط                            | (قسمت ۹)                       |       |
| ۲۰۱۸      | قلعه آسمان                                   | SKY 캐슬                         | مادر دو هون                     |                                |       |
| ۲۰۱۸      | اغواگر بزرگ                                  | 위대한 유혹자                    | آجوما                           |                                |       |
| ۲۰۱۸      | درامای ویژه کی‌بی‌اس – خیلی واضح برای عاشق شدن | 드라마 스페셜 - 너무 한낮의 연애 | آجوما                           | درام تک قسمتی                  |       |
| ۲۰۱۸      | آقای آفتاب                                   | 미스터 션샤인                    | یکی از افراد بانو چو            |                                |       |
| ۲۰۱۸      | زندگی                                        | 라이프                           | کیم جونگ هی (پزشک متخصص زنان)   |                                |       |
| ۲۰۱۸      | فرزندان خدای کوچکتر                          | 작은 신의 아이들                 | آجوما                           |                                |       |
| ۲۰۱۹      | پزشک زندانی                                  | 닥터 프리즈너                    | کیم یونگ سون (همسر سون مین شیک) |                                |       |
| ۲۰۱۹      | گو هه ریونگ مورخ تازه‌کار                     | 신입사관 구해령                  | معلم گو هه ریونگ                |                                |       |
| ۲۰۱۹–۲۰۲۰ | سگ سیاه                                      | 블랙독                           | هان جه هی                       |                                |       |
| ۲۰۲۰      | خانواده غریب من                              | (아는 건 별로 없지만) 가족입니다 | مادر یون سو یونگ                | حضور افتخاری (قسمت ۳)          |       |
| ۲۰۲۱      | صدا                                          | 보이스                           | جانگ یه سوک                     | حضور افتخاری (قسمت ۲–۳)؛ فصل ۴ |       |
| ۲۰۲۱      | شکارچیان شگفت‌انگیز                           | 경이로운 소문                    | بازرس یونگ [جهان دیگر]          | فصل ۱؛ (قسمت ۹)                |       |
| ۲۰۲۱      | دهکده ساحلی چاچاچا                           | 갯마을 차차차                    | لی میونگ شین                    |                                | [ ۷ ] |
| ۲۰۲۲      | قلب خونین                                    | 붉은 단심                        | ملکه این یونگ                   |                                |       |
| ۲۰۲۲      | پیوند: بخور، عشق بورز و بکش                  | 링크: 먹고 사랑하라, 죽이게      | جانگ می سون                     |                                |       |
| ۲۰۲۲      | نیروهای امداد                                | 소방서 옆 경찰서                 | دوک گو سون                      | فصل ۱                          | [ ۸ ] |

### مجموعه اینترنتی
| سال  | عنوان        | عنوان          | نقش           | توضیحات |
| سال  | عنوان فارسی  | عنوان اصلی     | نقش           | توضیحات |
| ---- | ------------ | -------------- | ------------- | ------- |
| ۲۰۲۲ | پادشاه خوک‌ها | 돼지의 왕      | مادر کیم چول  | تیوینگ  |
| ۲۰۲۲ | صدای جادو    | 안나라수마나라 | مادر سوها یون | نتفلیکس |

### برنامه تلویزیونی
| سال  | عنوان       | عنوان         | نقش               | توصیحات             | منابع |
| سال  | عنوان فارسی | عنوان اصلی    | نقش               | توصیحات             | منابع |
| ---- | ----------- | ------------- | ----------------- | ------------------- | ----- |
| ۲۰۲۲ | هات سینگرز  | 뜨거운 씽어즈 | عضو گروه بازیگران | ورایتی شوی جی‌تی‌بی‌سی | [ ۹ ] |